# Maria Rosa Coccia
Maria Rosa Coccia (Roma, 4 de gener de 1759 – Roma, 20 de novembre de 1833) fou una clavicembalista i compositora italiana, primera dona a aconseguir el títol de Mestra de capella de l'Acadèmia Nacional de Santa Cecília de Roma.

## Biografia
Maria Rosa Coccia va néixer a Roma. S'ha considerat un prodigi infantil, donat que als deu anys ja actuava públicament com a teclista enmig de l'admiració general. Amb el suport familiar va començar els estudis amb Sante Pesci, mestre de capella de la Basílica Liberiana, amb qui va estudiar contrapunt. També va estudiar composició i el 1772, als 13 anys, va completar la composició de sis sonates per a clavicèmbal –dedicades al príncep Carles Eduard Stuart– i l'oratori Daniello, una obra dedicada a la duquessa Marianna Caetani Sforza-Cesarini i de la qual s'ignora el llibretista. L'obra es va representar el 20 de desembre del mateix any a l'Oratori de Sant Felip Neri, a la Chiesa Nuova de Roma, malgrat una tradició segons la qual les dones no podien participar en aquest esdeveniment, ni com a oients o intèrprets, ni com a autores.
El 1716, el papa Climent XI va decretar que qualsevol persona que practiqués música a Roma podia entrar a l'Acadèmia Nacional de Santa Cecília i aprovant l'examen es podia convertir en Mestre de Capella. Tot i que cap dona ho havia fet abans, Coccia va presentar una sol·licitud d'admissió, i tenint 16 anys va aprovar l'examen i va rebre el títol de Mestra de Capella. Com a compositora ingressà també a l'Acadèmia Filharmònica de Bolonya i va ser admesa a l'Acadèmia Forti de Roma.
El 1780, el mestre de Capella Francesco Capalti, de la catedral de Narni, va atacar la composició presentada als exàmens per Coccia, posant en dubte la consecució del títol. Michele Mallio va defensar públicament Coccia en el seu Elogio storico della signora Maria Rosa Coccia romana (Roma, 1780), que contenia cartes de suport de Pietro Metastasio, Carlo Broschi i Giovanni Battista Martini. Pasquale Antonio Basili també va publicar el 1784 una carta oberta en defensa de Coccia i contra les crítiques de Capalti. Però començaria aleshores una batalla d'esculls i enveges que li faria molt difícil la seva carrera musical.
Tot i els inicis prometedors, la carrera de Coccia no va anar més enllà. Com a dona, tot i que en possessió del títol, no se li permetia exercir la professió de mestra de capella i els seus intents de trobar una posició com a compositora van fracassar. Tot i que va continuar component només li va ser permès dedicar-se a tasques d'ensenyament particular de música.

## Obres (selecció)
La producció coneguda de Coccia aplega una trentena d'obres, tant religioses com profanes, entre les quals hi ha cinc cantates. Segons explica l'estudiosa de Coccia Candida Felici, es pot suposar que el fet que les dones tinguessin prohibit accedir a estrenar una obra en un teatre d'òpera la va portar a compondre cantates -sense escena- que poden ser interpretades, doncs, fora dels teatres. D'altra banda, la dedicatòria de les seves obres a diferents membres de les aristòcracies europees devia respondre a una estratègia de promoció professional.
- Sis sonates per a clavicèmbal, dedicades a Carles III, és a dir, Carles Eduard Stuart, conegut com el «jove pretendent».
- Daniello nel lago dei leoni, oratori en dos parts, Roma, Chiesa Nuova, 1772 [perdut]. Oratori dedicat a Marianna Caetani Sforza-Cesarini.
- L'isola disabitata (P. Metastasio), 1772 [perdut]
- Hic vir despiciens mundum, fuga a 4 veus, Roma, 1774 (assaig d'examen per a l'assoliment del títol de Mestra de capella de la Congregació de Sant Cecília)
- Magnificat, per a soprano, contralt i orgue (1774)
- Dixit Dominus, 8 veus, orgue (1775)
- Il trionfo d'Enea, cantata en dues parts (1779)
- Arsinoe, cantata, 4 veus i orquestra (1783)
- Confitebor, per a soprano i orgue
- ‘Qualche lagrime spargete’ from Semiramide [perdut]
- Salve Regina, per a 2 veus i orgue
- Veni Creator Spiritus, per a 4 veus i orgue
- 4 psalms [perdut]

En els darrers anys, per iniciativa de la professora Judith Ortega es va poder identificar a la biblioteca del Palau Reial una obra de Coccia que havia romàs anònima: Ifigenia, cantata per a cinc veus i orquestra, dedicada a la princesa d'Astúries Maria Lluïsa de Borbó-Parma el 1779. S'interpretà al desembre de 2021 al Palau Reial de Madrid